# Otto Schott
Friedrich Otto Schott (Witten, 17 de dezembro de 1851 — Jena, 27 de agosto de 1935) foi um químico e investigador da tecnologia do vidro, inventor do vidro borossilicato.

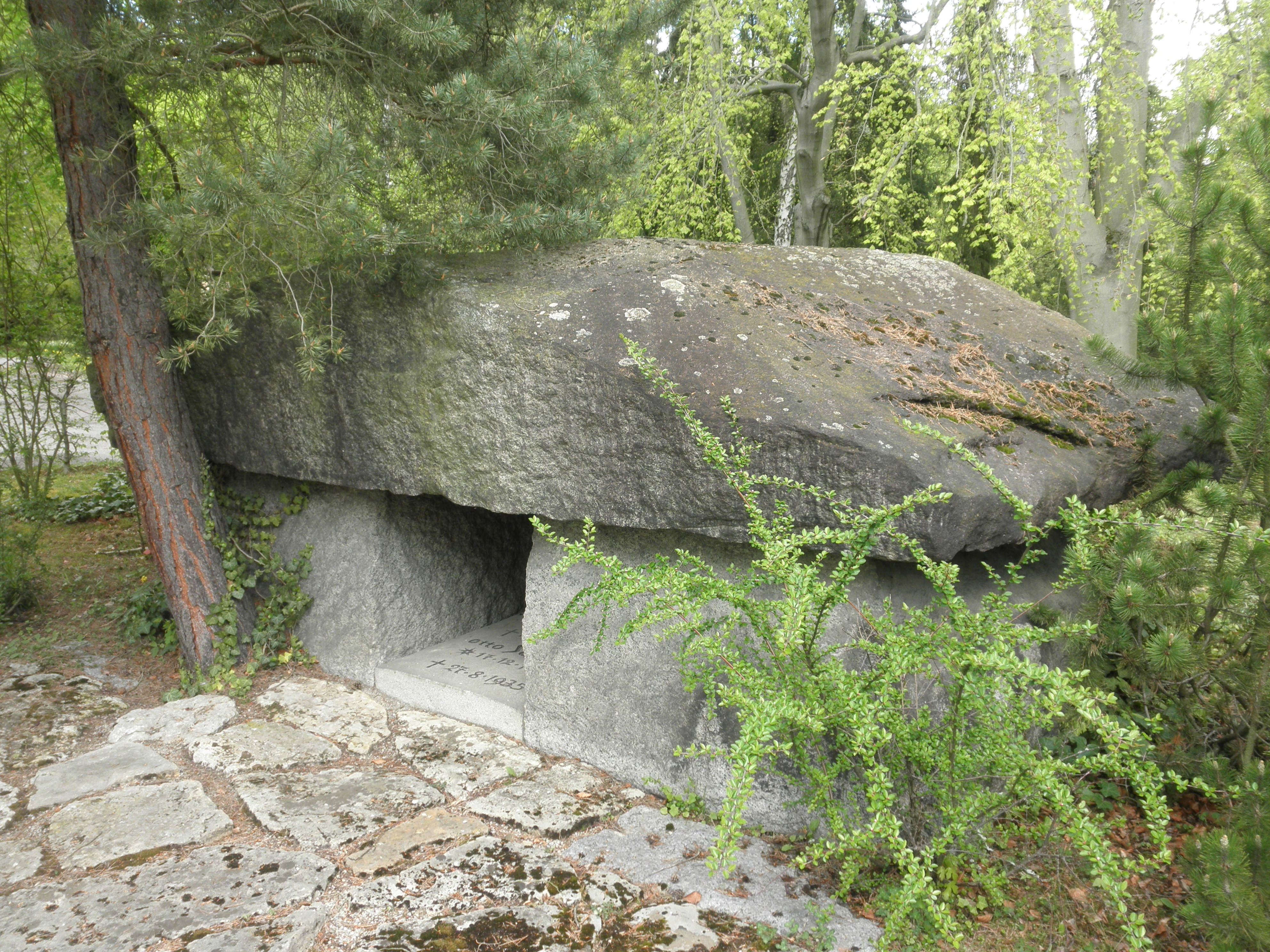
Sepultura de Otto Schott (e sua mulher) no Nordfriedhof (Jena)

Filho de Simon Schott, um fabricante de vidros para janelas, desde muito cedo teve um envolvimento nas tecnologias utilizadas na produção de vidro.
Sepultado no Nordfriedhof em Jena.